# Theodosius Lehmann
Theodosius Lehmann (getauft 17. April 1641 in Annaberg; gestorben 27. August 1696 in Merseburg) war ein Hofbeamter des Herzogtums Sachsen-Merseburg. Er war Hof-, Justiz- und Konsistorialrat in Merseburg. Durch ihn wurde der soziale Aufstieg der Familie Lehmann eingeleitet, der von seinem Sohn durch die Bestätigung des im 16. Jahrhundert verliehenen Adelsstandes fortgesetzt wurde.

## Leben
Theodosius Lehmann stammte aus dem sächsischen Erzgebirge. Sein Vater war der evangelische Pfarrer Christian Lehmann in Scheibenberg, dessen ältester Sohn er war. Mag. Christian Lehmann, Pfarrer und Superintendent zu St. Annaberg und später zu Freiberg sowie Mag. Immanuel Lehmann, Diakon in Neustadt Wiesenthal und zuletzt in Görlitz, waren seine Brüder. Seinen Namen erhielt er nach dem Großvater, dem evangelischen Pfarrer Theodosius Lehmann in Königswalde und Elterlein.
Kindheit und Jugend von Theodosius fielen in die letzten Jahre des Dreißigjährigen Krieges, in denen das Erzgebirge fast unaufhörlich durch schwedische und kaiserliche Söldnerschaaren beunruhigt und geplündert worden ist.
1670 promovierte er an der Universität Jena erfolgreich als Jurist mit der Dissertation De Iuribus Ac Privilegiis Senum. Von 1674 bis 1678 war er Kammerprokurator in Bautzen. 1679 trat er in den Dienst des Herzogs von Sachsen-Merseburg.
1684 erwarb er von seinem Schwiegervater das Rittergut Culm in Thüringen. Im Jahre 1688 kaufte Theodosius Lehmann den dritten Teil des Rittergutes Löbitz vom Stiftsrat Hans Haubold von Kötteritz. Dieser Rittergutserwerb im Amt Weißenfels spielte später eine wichtige Rolle bei der 1703 auf Antrag erfolgten Bestätigung der verlorengegangenen Adelserhebung an seinen einzigen Sohn Christian Theodosius Lehmann durch Kaiser Leopold in Wien.
Als Theodosius Lehmann starb, hinterließ er neben seinem Sohn die Witwe Johanna Christina Lehmann geb. Wex, die er 1677 geheiratet hatte. Sie war die jüngste Tochter des Hof- und Kammerrates und auch Kanzlers zu Merseburg Dr. Johann Christoph Wex.